# Premi César 1987
La cerimonia di premiazione della 12ª edizione dei Premi César si è svolta il 7 marzo 1987 al Palais des Congrès di Parigi. È stata presieduta da Sean Connery e presentata da Michel Drucker, Michel Denisot, Pierre Tchernia ed Henry Chapier. È stata trasmessa da Antenne 2.
Il film che ha ottenuto il maggior numero di candidature (dieci) e di premi (sei) è stato Thérèse di Alain Cavalier.

## Vincitori e candidati
I vincitori sono indicati in grassetto, a seguire gli altri candidati.

### Miglior film
- Thérèse, regia di Alain Cavalier
- Betty Blue (37°2 le matin), regia di Jean-Jacques Beineix
- Jean de Florette, regia di Claude Berri
- Lui portava i tacchi a spillo (Tenue de soirée), regia di Bertrand Blier
- Mélo, regia di Alain Resnais

### Miglior regista
- Alain Cavalier - Thérèse
- Jean-Jacques Beineix - Betty Blue (37°2 le matin)
- Claude Berri - Jean de Florette
- Bertrand Blier - Lui portava i tacchi a spillo (Tenue de soirée)
- Alain Resnais - Mélo

### Miglior attore
- Daniel Auteuil - Jean de Florette
- Jean-Hugues Anglade - Betty Blue (37°2 le matin)
- Michel Blanc - Lui portava i tacchi a spillo (Tenue de soirée)
- André Dussollier - Mélo
- Christophe Malavoy - La donna della mia vita (La femme de ma vie)

### Miglior attrice
- Sabine Azéma - Mélo
- Juliette Binoche - Rosso sangue (Mauvais sang)
- Jane Birkin - La donna della mia vita (La femme de ma vie)
- Béatrice Dalle - Betty Blue (37°2 le matin)
- Miou-Miou - Lui portava i tacchi a spillo (Tenue de soirée)

### Migliore attore non protagonista
- Pierre Arditi - Mélo
- Jean Carmet - Due fuggitivi e mezzo (Les fugitifs)
- Gérard Darmon - Betty Blue (37°2 le matin)
- Claude Piéplu - Le paltoquet
- Jean-Louis Trintignant - La donna della mia vita (La femme de ma vie)

### Migliore attrice non protagonista
- Emmanuelle Béart - Manon delle sorgenti (Manon des sources)
- Clémentine Célarié - Betty Blue (37°2 le matin)
- Danielle Darrieux - Le lieu du crime
- Marie Dubois - Discesa all'inferno (Descente aux enfers)
- Jeanne Moreau - Le paltoquet

### Migliore promessa maschile
- Isaach de Bankolé - Black Mic Mac
- Cris Campion - Pirati (Pirates)
- Jean-Philippe Écoffey - Gardien de la nuit
- Rémi Martin - Consiglio di famiglia (Conseil de famille)

### Migliore promessa femminile
- Catherine Mouchet - Thérèse
- Marianne Basler - Una donna per tutti (Rosa la rose, fille publique)
- Dominique Blanc - La donna della mia vita (La femme de ma vie)
- Julie Delpy - Rosso sangue (Mauvais sang)

### Migliore sceneggiatura originale o miglior adattamento
- Alain Cavalier e Camille de Casabianca - Thérèse
- Claude Berri e Gérard Brach - Jean de Florette
- Bertrand Blier - Lui portava i tacchi a spillo (Tenue de soirée)
- Francis Veber - Due fuggitivi e mezzo (Les fugitifs)

### Migliore fotografia
- Philippe Rousselot - Thérèse
- Jean-Yves Escoffier - Rosso sangue (Mauvais sang)
- Bruno Nuytten - Jean de Florette
- Charles Van Damme - Mélo

### Miglior montaggio
- Isabelle Dedieu - Thérèse
- Claudine Merlin - Lui portava i tacchi a spillo (Tenue de soirée)
- Armand Psenny - Round Midnight - A mezzanotte circa ('Round Midnight)
- Monique Prim - Betty Blue (37°2 le matin)

### Migliore scenografia
- Pierre Guffroy - Pirati (Pirates)
- Bernard Evein - Thérèse
- Jacques Saulnier - Mélo
- Alexandre Trauner - Round Midnight - A mezzanotte circa ('Round Midnight)

### Migliori costumi
- Anthony Powell - Pirati (Pirates)
- Yvette Bonnay - Thérèse
- Catherine Leterrier - Mélo

### Migliore musica
- Herbie Hancock - Round Midnight - A mezzanotte circa ('Round Midnight)
- Serge Gainsbourg - Lui portava i tacchi a spillo (Tenue de soirée)
- Jean-Claude Petit - Jean de Florette
- Gabriel Yared - Betty Blue (37°2 le matin)

### Miglior sonoro
- Bernard Leroux, Claude Villand, Michel Desrois e William Flageollet - Round Midnight - A mezzanotte circa ('Round Midnight)
- Pierre Gamet, Laurent Quaglio e Dominique Hennequin - Jean de Florette
- Dominique Hennequin e Bernard Bats - Lui portava i tacchi a spillo (Tenue de soirée)
- Alain Lachassagne e Dominique Dalmasso - Thérèse

### Miglior film straniero
- Il nome della rosa (Der Name der Rose), regia di Jean-Jacques Annaud
- Fuori orario (After Hours), regia di Martin Scorsese
- Hannah e le sue sorelle (Hannah and Her Sisters), regia di Woody Allen
- La mia Africa (Out of Africa), regia di Sydney Pollack
- Mission (The Mission), regia di Roland Joffé

### Migliore opera prima
- La donna della mia vita (La femme de ma vie), regia di Régis Wargnier
- Black Mic Mac, regia di Thomas Gilou
- Io odio gli attori (Je hais les acteurs), regia di Gérard Krawczyk
- Noir et blanc, regia di Claire Devers

### Miglior manifesto
- Christian Blondel - Betty Blue (37°2 le matin)
- André François - Max amore mio (Max mon amour)
- Michel Jouin - Jean de Florette
- Michel Jouin - Manon delle sorgenti (Manon des sources)
- Claude Millet e Denise Millet - Io odio gli attori (Je hais les acteurs)
- Gilbert Raffin - Thérèse

### Miglior cortometraggio di fiction
- La Goula, regia di Roger Guillot
- Alger la blanche, regia di Cyril Collard
- Les arcandiers, regia di Manuel Sanchez
- Bel ragazzo, regia di Georges Bensoussan
- Belle de jour, regia di Henri Gruvman
- Bocetta revient de guerre, regia di Jean-Pierre Sinapi
- Le bridge, regia di Gilles Dagneau

### Premio César onorario
- Jean-Luc Godard